# Imi N'Fast

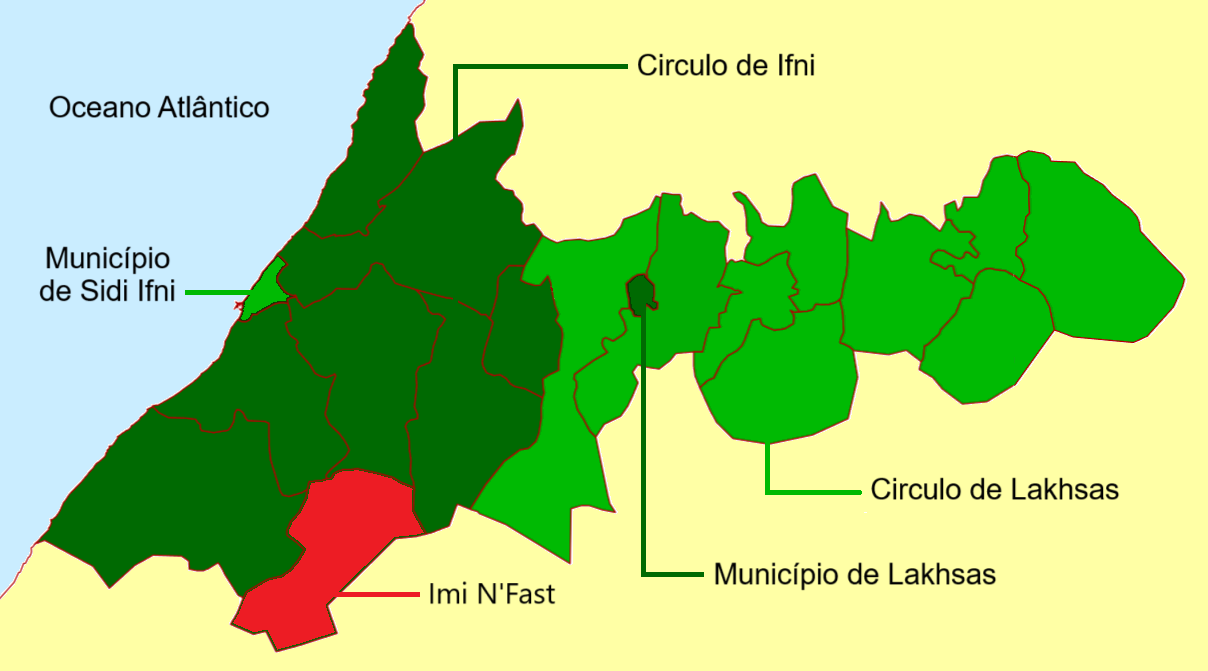
Localização da comuna, dentro da província.

Imi N'Fast é uma comuna marroquina localizada na província de Sidi Ifni, região de Guelmim-Oued Noun. Tem uma área de 270 km² e em 2014 tinha 2.465 Habitantes. Localiza-se a 43 Km da capital de província, sendo o seu relevo montanhoso e o seu clima desértico quente. Pratica-se sobretudo agricultura de sequeiro no seu território. A comuna é habitada por um povo da confederação dos Xélias da etnia berbere. Entre 1934 e 1969 fez parte do território Espanhol do Ifni, sendo chamada de Tiliuin.

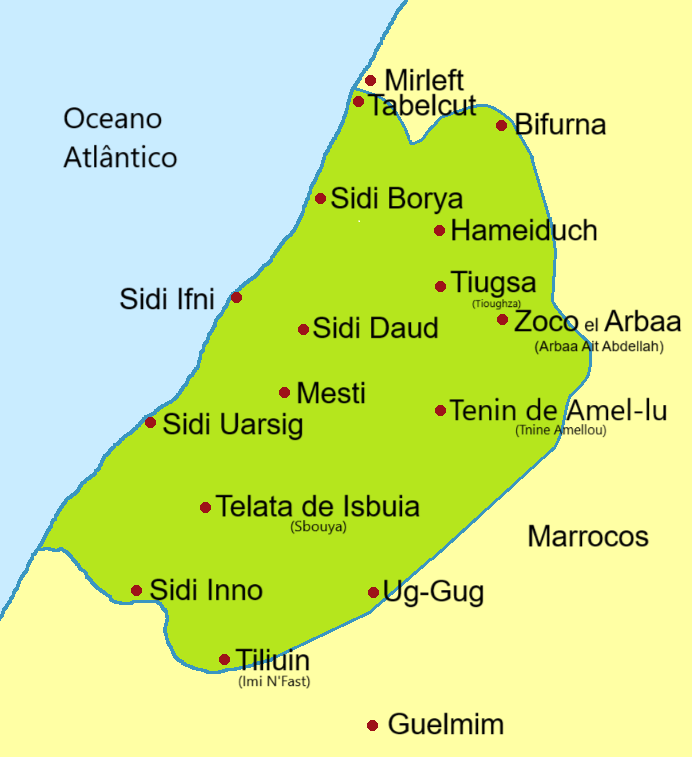
O território Espanhol de Ifni em 1957.
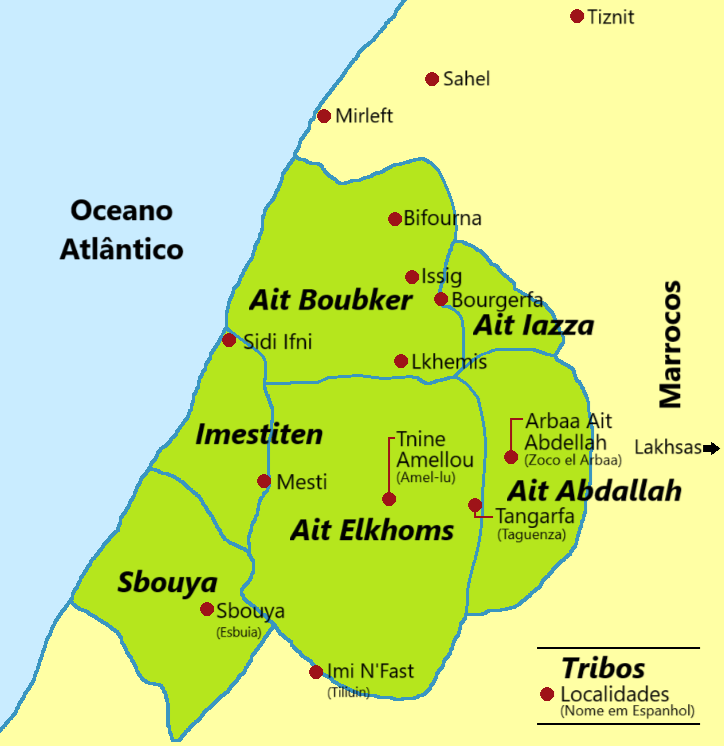
Distribuição tribal existente, no território povoado pelas tribos da confederação dos Aït Baamrane.